# تئاتر پله-رویال (خیابان سن-اونوره)

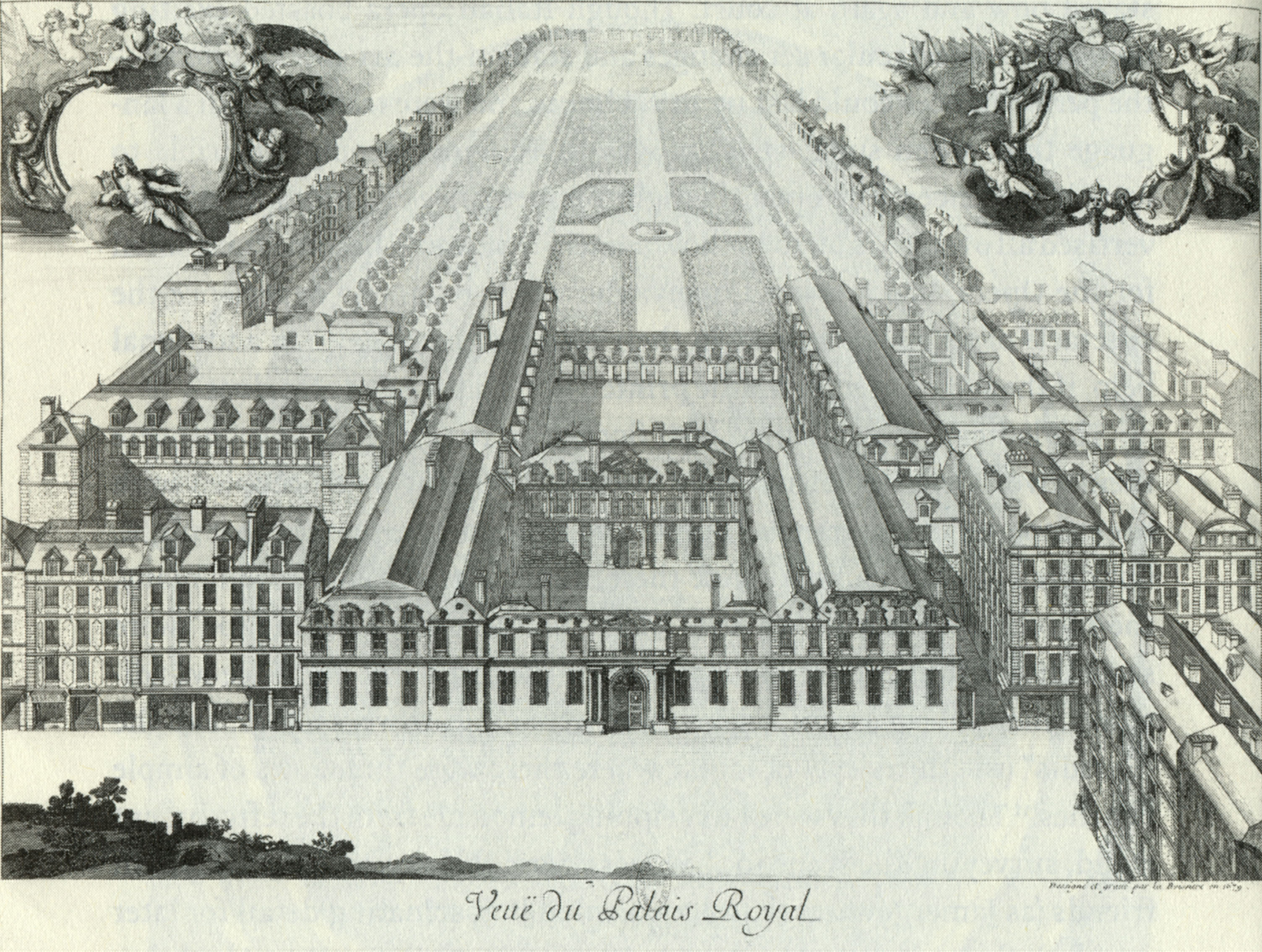
نمایی از پله-رویال در سال ۱۶۷۹. این تئاتر در جناح شرقی (در سمت راست) قرار داشت.

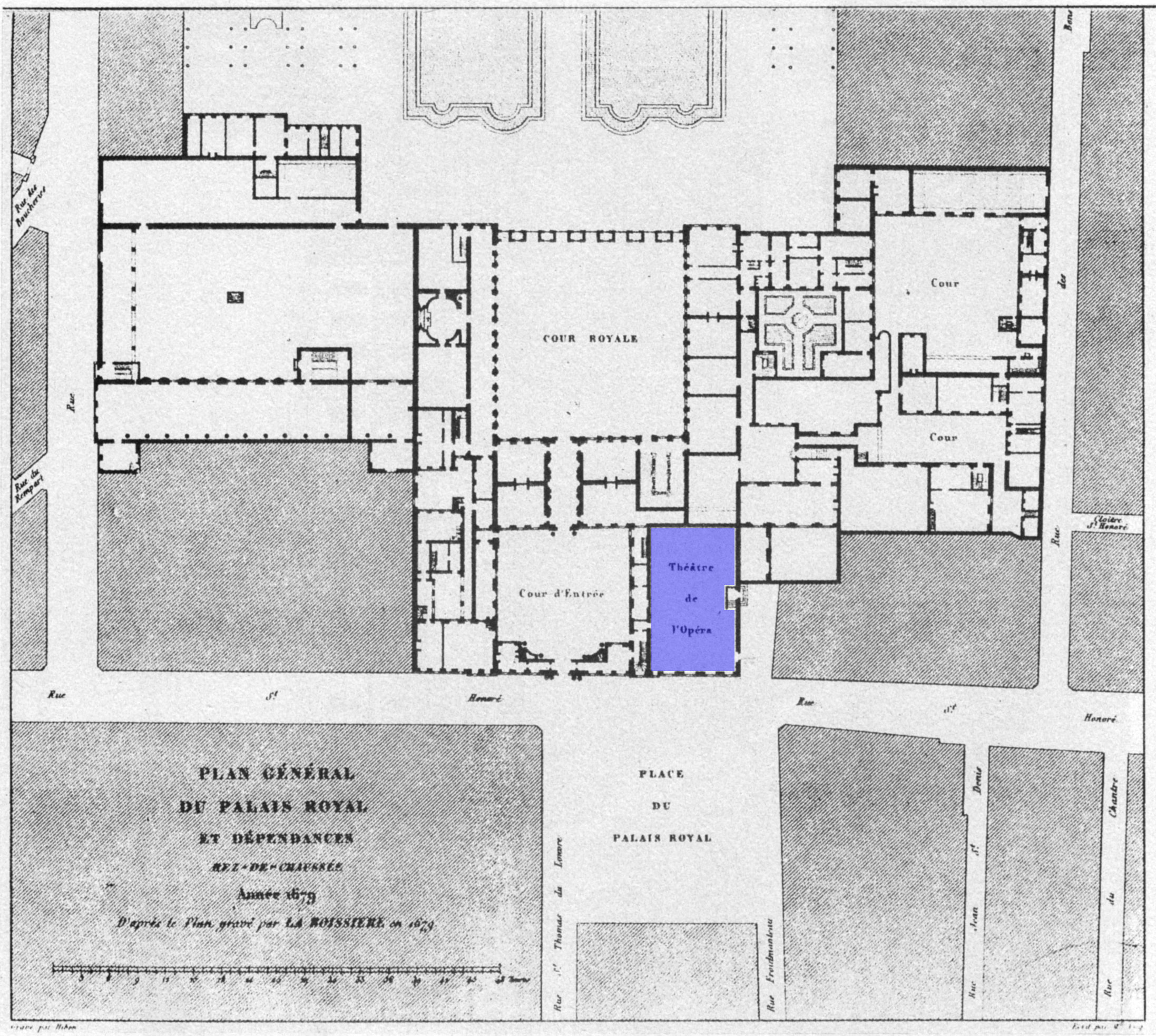
نقشه پله-رویال در سال ۱۶۷۹ با موقعیت اولین تئاتر به رنگ آبی

تئاتر پله-رویال (به فرانسوی: Théâtre du Palais-Royal)، (یا سالن پله-رویال) واقع در خیابان سن-اونوره در پاریس یک سالن تئاتر در جناح شرقی پله رویال بود که در ۱۴ ژانویه ۱۶۴۱ با اجرای اثر تراژدی ژان سورلن افتتاح شد. این سالن از سال ۱۶۶۰ تا ۱۶۷۳ توسط دستهٔ مولیر به عنوان سالن تئاتر و از سال ۱۶۷۳ تا ۱۷۶۳، توسط اپرا پاریس به عنوان خانه اپرا مورد استفاده قرار گرفت. پس از آن دچار آتش‌سوزی و ویران شد. در سال ۱۷۷۰ بازسازی و مجدداً افتتاح شد، اما دوباره در سال ۱۷۸۱ با آتش‌سوزی ویران شد و دوباره ساخته نشد.

## سالن اولیه
پله-رویال در ابتدا به عنوان پله-کاردینال شناخته می‌شد، زیرا در دهه ۱۶۳۰ به عنوان محل اصلی استقرار کاردینال ریشلیو ساخته شد. در سال ۱۶۳۷، ریشلیو از معمار خود ژک لومرسیه خواست که کار را روی تئاتر شروع کند که در سال ۱۶۴۱ افتتاح شد و در ابتدا به عنوان تالار بزرگ پله-کاردینال شناخته می‌شد. به محض مرگ ریشلیو در سال ۱۶۴۲، وی این ملک را به پادشاه لوئی سیزدهم واگذار کرد و آن را با نام پله-رویال معروف کرد، هرچند که با نام پله-کاردینال گاهی همچنان مورد استفاده قرار می‌گرفت.

### مولیر
گروه مولیر و گروه کمدی ایتالیایی‌ها بین سالهای ۱۶۶۰ و ۱۶۷۳ نمایش‌هایی را در این محل اجرا کردند. برجسته‌ترین نمایش نامه‌های مولیر در این‌جا اجرا شد، از جمله مکتب زنان (اولین بار در تاریخ ۲۶ دسامبر ۱۶۶۲ اجرا شد)، تارتوف (۱۲ مه ۱۶۶۴)، دون ژوان (۱۵ فوریه ۱۶۶۵)، مردم‌گریز (۴ ژوئن ۱۶۶۶)، خسیس (۹ سپتامبر ۱۶۶۸)، بورژوای نجیب‌زاده (۲۳ نوامبر ۱۶۷۰) و بیمار خیالی (۱۰ فوریه ۱۶۷۳).

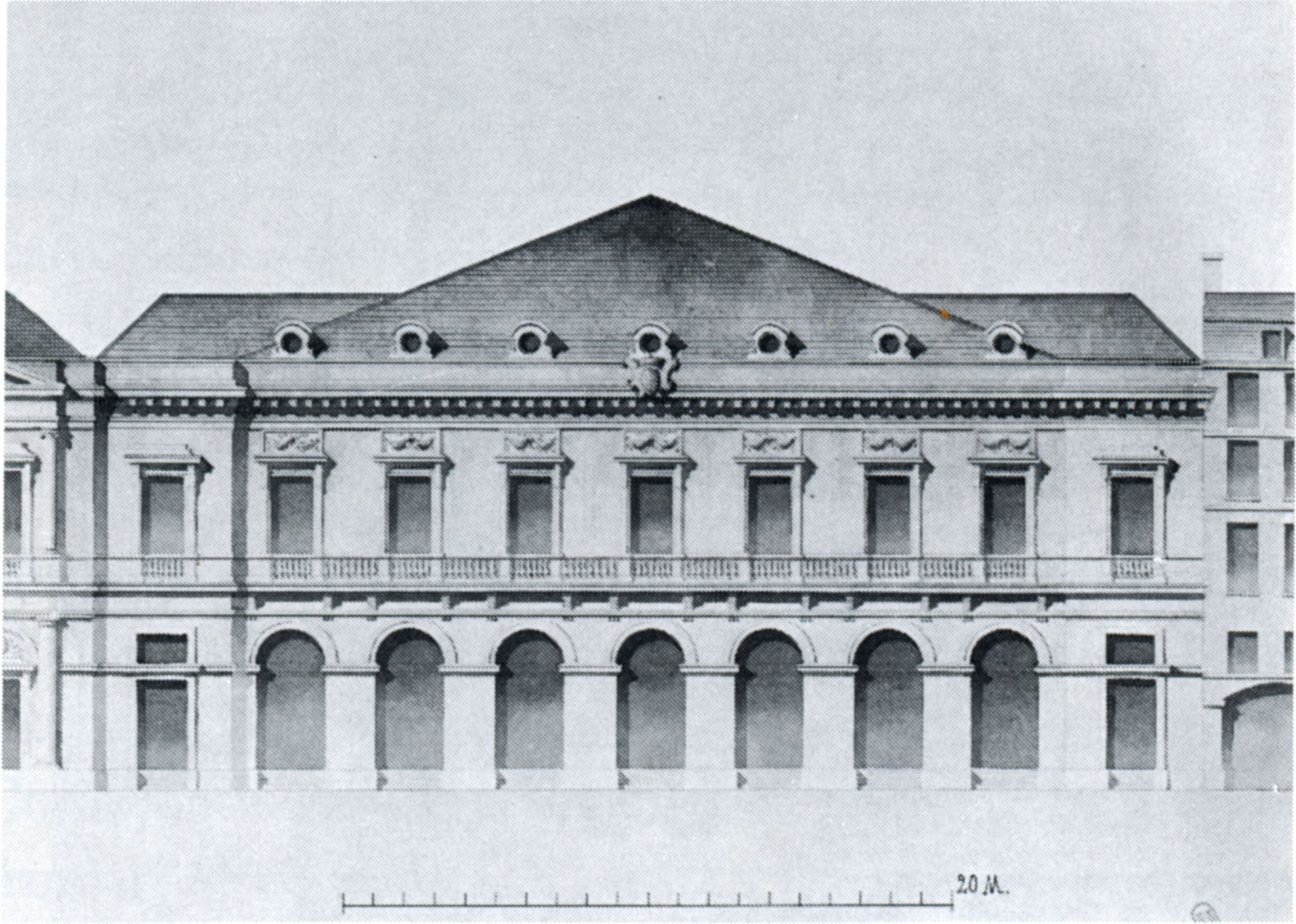
نمای خانه اپرای مورو
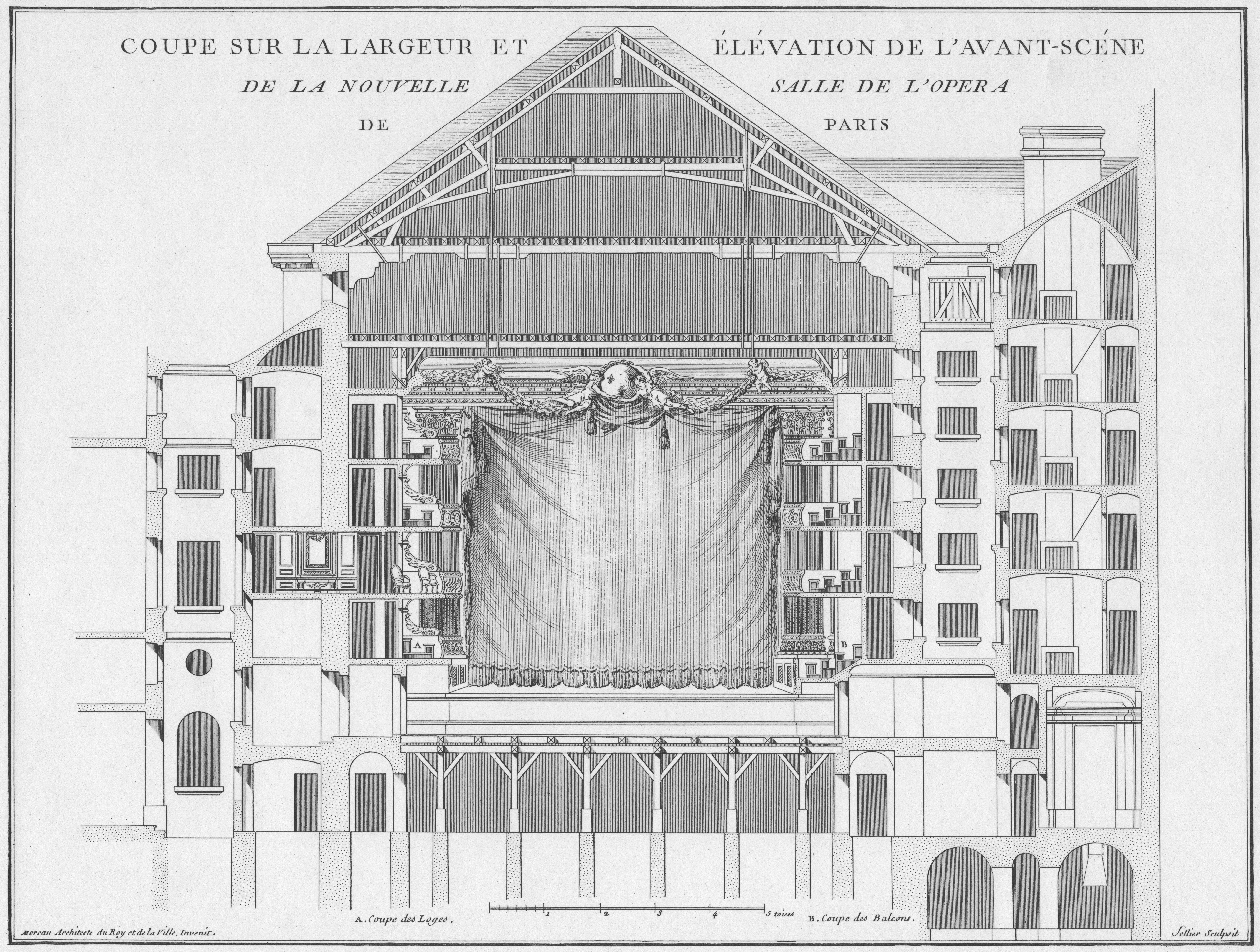
برش عرضی
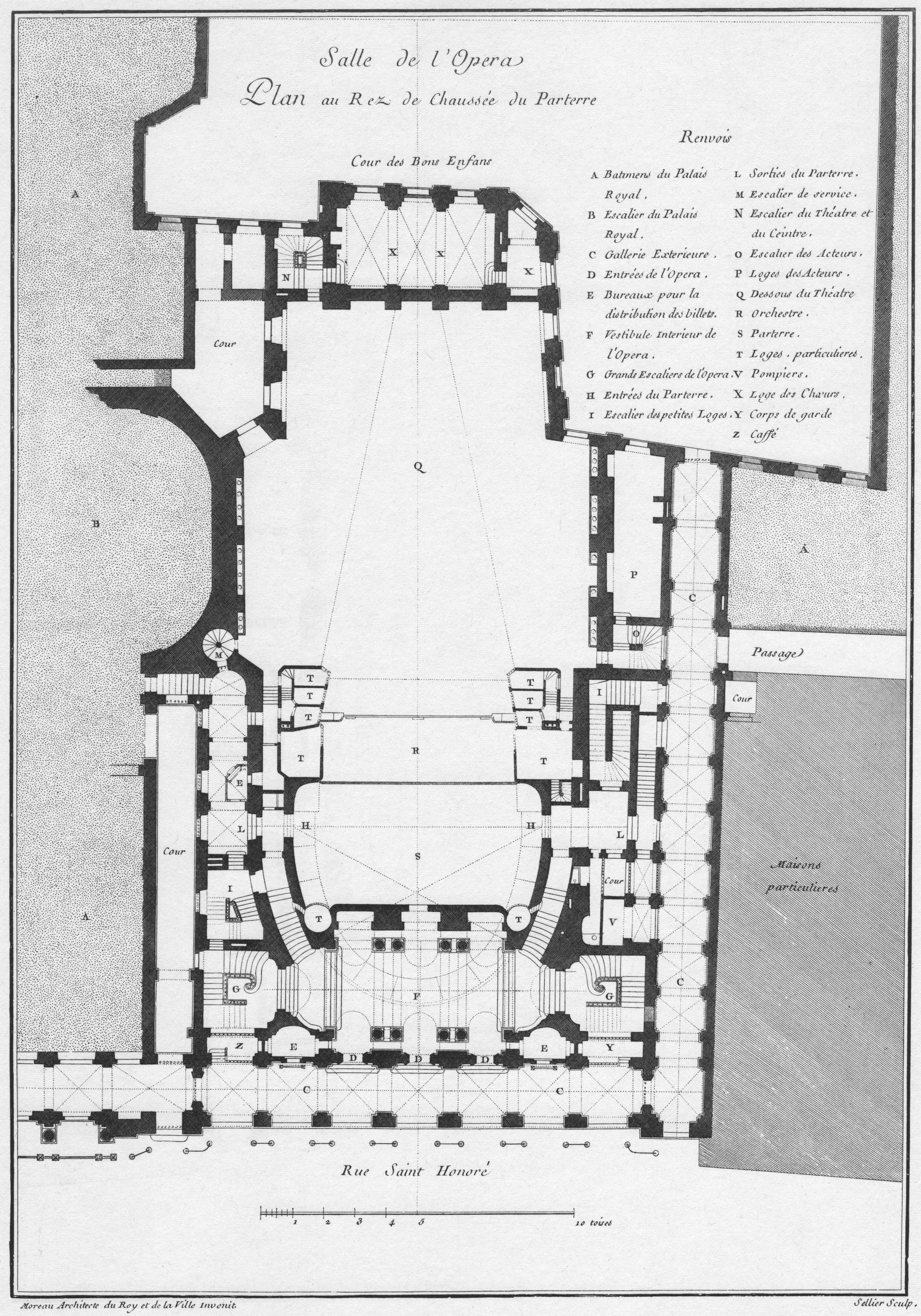
نقشه طبقه همکف
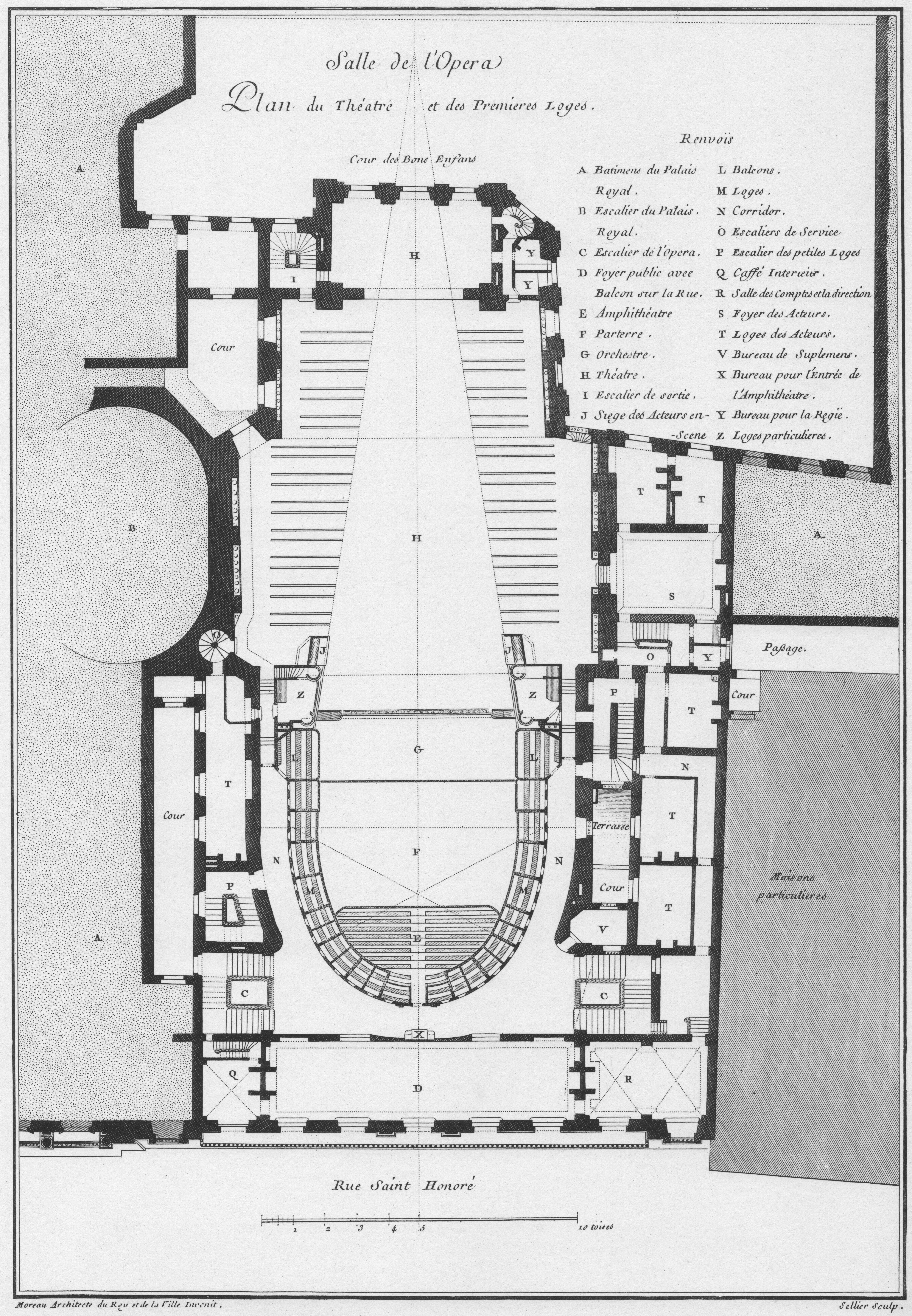
اولین جایگاه ویژه تئاتر